# میلیون‌ها سال قبل
میلیون‌ها سال قبل (انگلیسی: Million Years Ago)، آهنگی از خواننده و ترانه‌سرای بریتانیایی، ادل است. او این آهنگ را برای سومین آلبوم استودیویی‌اش، ۲۵ ضبط کرد.